# دانشگاه مک فرسون
دانشگاه مک‌فرسون (McU) که در سال ۲۰۱۲ تأسیس شد. این دانشگاه به نام ایمی سمپل مک‌فرسون - بنیان‌گذار کلیسای فورسکوئر انجیل، که چشم‌انداز و مأموریتش همیشه تأثیرگذاری بر زندگی از طریق رهبری، توسعه و خدمات بوده‌است، نام‌گذاری شده‌است. دانشگاه مک‌فرسون به سرعت در حال شکل‌گیری به عنوان مرکز فعالیت‌های فکری است. این دانشگاه مجهز به امکانات مدرن ICT است. این مؤسسه همچنین به دلیل نظم و انضباط آکادمیک، حسن اخلاق و مزیت رقابتی آن که تحولی در آموزش نیجریه ایجاد می‌کند، شناخته شده‌است.